# Værker af Claude Debussy efter type
Dette er en liste over værker af Claude Debussy efter type.

## Sceneværker
- Diane au bois, (Banville) (1884)
- Rodrigue et Chimène – ufuldendt opera i tre akter med tekst af Catulle Mendès (1890–92)
- Pelléas et Mélisande – lyrisk drama i fem akter og 12 billeder med orkester til tekst af Maurice Maeterlinck (1893–1902)
- F. E. A. (Freres en Art), 3 scener (1900)
- Le Diable dans le beffroi, skitse (Poe-Debussy)
- La chute de la Maison Usher – operafragment, planlagt som opera i en akt efter et værk af Edgar Allan Poe (1908–1916)
- Masques et Bergamasques, ballet (1910)
- Le Martyre de Saint Sébastien – scenemusik til et Mysterium i fem akter til tekst af Gabriele D'Annunzio (1911)
- Khamma – balletmusik: Legende i tre scener (1911–12)
- Jeux – balletmusik: Digt i en akt (1912)
- La Boîte à joujoux – ballet for børn (1913)

## Korværker
- Daniel, Kantate (Cecile) (1880/84)
- Le Gladiateur, Kantate (Moreau) (1883)
- Printemps (Barbier) (1884)
- Zuleima, korværk (Heine) (1885)
- Ode a la France (Laloy), skitse (1916/17)

## Orkesterværker
- Printemps (1887)

I. Très modéré – II. Modéré
- Le Rois Lear, scenemusik (1897-99)

I. Fanfare – II. Sommeil de Lear
- Fantaisie pour piano et orchestre (1889–90)

I. Andante. Allegro – II. Lento e molto espressivo – III. Allegro molto
- Prélude à l'après-midi d'un faune (1892–94)
- Nocturnes (1897–99)

I. Nuages – II. Fêtes – III. Sirènes (med kvindekor)
- La Mer (1903–05)

I. De l'aube à midi sur la mer – II. Jeux de vagues – III. Dialogue du vent et de la mer
- Images pour orchestre (1905–12)

I. Gigues : modéré – II. Ibéria : 1. Par les rues et par les chemins 2. Les parfums de la nuit 3. Le matin d'un jour de fête – III. Rondes de printemps : Modérément animé

## Værker for soloinstrument og orkester
- Fantaisie pour piano et orchestre (1889)
- Rhapsodie pour saxophone et orchestre (1901–11)
- Deux danses pour harpe chromatique et orchestre d'instruments à cordes (1904)

I. Danse sacrée – II. Danse profane
- Première Rhapsodie pour clarinette et orchestre (1909–10)

## Kammermusik
- Premier Trio en Sol (for violin, cello og klaver) (1880)

I. Andantino con moto allegro – II. Scherzo – Intermezzo: Moderato con allegro – III. Andante eespressivo – IV. Finale: Appassionato
- Nocturne et scherzo pour violoncelle et piano (1882)
- Premier quatuor à cordes (strygekvartet g-mol) (1893 )

I. Animé et très décidé – II. Assez vif et bien rythmé – III. Andantino modérément expressif – IV. Très modéré – très animé
- Rhapsodie pour saxophone et piano (1903/05)
- Premiere Rhapsodie pour clarinette et piano (1909/10)
- Petite Piece pour clarinette et piano (1910 )

. Allegro – II. Très vif – III. Lent – IV. Vif, avec entrain
- Syrinx pour flute solo (1912)
- Sonate pour violoncelle et piano (1915)

I. Prologue. Lent – II. Sérénade. Modérément animé – vivace – III. Finale. Animé – lento – vivace
- Sonate pour flute, alto et harpe (1916)

. Pastorale – II. Interlude – III. Finale
- Sonate pour violon et piano (1916/17)

I. Allegro vivo – II. Intermède. Fantasque et léger – III. Finale. Très animé

## Klaverværker

### Klaver for to hænder
- Danse Bohémienne (1880)
- Deux Arabesques (1888–91)

I. Andantino con moto – II. Allegretto scherzando
- Ballade (1890)
- Danse (Tarentelle styrienne) (1890)
- Nocturne (1890)
- Rèverie (1890)
- Valse romantique (1890)
- Suite bergamasque (1890)

I. Prélude – II. Menuet – III. Clair de lune – IV. Passepied
- Mazurka (1891)
- Pour le piano (1901–02)

I. Prélude – II. Sarabande – III. Toccata
- Estampes (1903)

I. Pagodes – II. La soirée dans Grenade – III. Jardins sous la pluie
- D'un cahier d'esquisses (1903)
- Masques (1904)
- L'Isle Joyeuse (1904)
- Images – Livre I (1904)

I. Reflets dans l'eau – II. Hommage à Rameau – III. Mouvement
- Images – Livre II (1907)

I. Cloches à travers les feuilles – II. Et la lune descend sur le temple qui fut – III. Poissons d'or
- Children's Corner (1906–08)

I. Doctor gradus ad parnassum – II. Jimbo's lullaby – III. Serenade for the doll – IV. The snow is dancing – V. The little shepherd – VI. Golliwogg's cake-walk
- Hommage à Haydn (1909)
- La plus que lente (1910)
- Préludes - Livre I (1909–10)

I. Danseuses de Delphes – II. Voiles – III. Le vent dans la plaine – IV. Les sons et les parfums tournent dans l'air du soir – V. Les collines d'Anacapri – VI. Des pas sur la neige – VII. Ce qu'a vu le vent d'ouest – VIII. La fille aux cheveux de lin – IX. La sérénade interrompue – X. La cathédrale engloutie – XI. La danse de Puck – XII. Minstrels
- Préludes - Livre II (1910–12)

I. Brouillards – II. Feuilles mortes – III. La Puerta del vino – IV. Les fées sont d'exquises danseuses – V. Bruyères – VI. General Lavine. Eccentric – VII. Ondine – VIII. La terrasse des audiences du clair de lune – IX. Canope – X. Hommage à Samuel Pickwick – XI. Les tierces alternées – XII. Feux d'artifice
- Berceuse héroïque (1914, for orkester 1915)
- Études – Livre I (1915)

I. Pour les cinq doigts – II. Pour les tierces – III. Pour les quartes – IV. Pour les sixtes – V. Pour les octaves – VI. Pour les huit doigts
- Études – Livre II (1915)

I. Pour les degrés chromatiques – II. Pour les agréments – III. Pour les notes répétées – IV. Pour les sonorités opposées – V. Pour les arpèges composés – VI. Pour les accords

### Firehændigt klaver
- Symphonie en si, en satz (klaverudtog) (1880)
- Triomphe de Bacchus, Interludien (1883)
- Petite suite (1888–89)

I. En bateau – II. Cortège – III. Menuet – IV. Ballet
- Marche écossaise sur un thème populaire (1891)
- Six Épigraphes antiques (1914–15)

I. Pour invoquer Pan, dieu du vent d'été – II. Pour un tombeau sans nom – III. Pour que la nuit soit propice – IV. Pour la danseuse aux crotales – V. Pour l'Égyptienne – VI. Pour remercier la pluie au matin

### To klaverer
- Lindaraja (1901)
- En blanc et noir (1915)

I. Avec emportement – II. Lent. Sombre – III. Scherzando

## Sange
- Nuits d'etoiles (Banville) (1876?)
- Beau soir (Bourget) (1878?)
- Fleur des bles (Girod) (1878?)
- Belle au bois dormant (Hypsa) (1880/83)
- Mandoline (Verlaine)(1880/83)
- Paysage sentimental (Bourget) (1880/83 )
- Voici que le printemps (Bourget) (1880/83)
- Zephyr (Banville) (1881)
- Rondeau (Musset) (1882)
- Qnatre Melodies pour Mme. Vasuier (1882/84)

Apparition (Mallarme) – Clair de lune (Verlaine) – Pantomime (Verlaine) – Pierrot (Banville)
- Cinq Poemes de Baudelaire (1887/89)

1. Le baleon – 2. Harmonie du soir – 3. Le Jet d'eau – 4. Recueillement – 5. La mort des amants
- Ariettes oubliees (Verlaine) (1888)

1. C' est l' extase – 2. Il pleure dans mon eoenr – 3.	L' ombre des arbres dans la riviere (1880) – 4. Chevaux de bois – 5. Green 6. Spleen
- Dans le jardin (Gravollet) (1891)
- Les Angelus (Le Roy) (1891)
- Denx Romances (Bourget) (1891)

1. Romance – 2. Les Cloches
- Trois Melodies (Verlaine) (1891)

1. La mer est plus belle – 2. Le son du cor s' afflige – 3. L'eche!onnement des haies
- Fetes galantes I (Verlaine) (1892)

1. En sourdine – 2. Fantoches – 3. Clair de lune
- Proses lyriques (Debussy) 	(1892/93)

1. De reve – 2. De greve – 3. De fleurs 4. De soir
- Chansons de Bilitis (Louys) (1897)

1.La Flute de Pan – 2.La Chevelure – 3. Le Tombeau des Najades
- Fetes galantes II (Verlaine) (1904)

1. Les Ingenus – 2. Le Faune – 3. Colloque sentimental
- Trois Chansons de France (1904)

1. Rondel: le temps a Jaissie son manteau (Charles d'Orleans) – 2.La Grotte (Tristan Lhermite)- 3.Rondel: Pour ce que plaisance est morte (Charles d'Orleans)
- Le Promenoir des deux amants (Tristan Lhermite) (1904/10)

1. Aupres de cette grotte sombre – 2. Crois mon conseil, chere Climene 3.Je tremble en voyant ton visage
- Trois Ballades de Franyois Villon (1911)

1.Ballade de Villon 11 s'amye – 2.Ballade que Villon feit 11 la requeste de sa mere pour prier Nostre-Dame – 3. Ballade des femmes de Paris
- Trois Poemes de Stephane Mallarme (1913)

1. Soupir – 2.Placet futile 3. Eventail
- Noël des enfants qui n'ont plus de maisons (Debussy) (1915)